# Seestraße (metrostation)
Seestraße is een station van de metro van Berlijn, gelegen onder de kruising van de Seestraße en de Müllerstraße in het Berlijnse stadsdeel Wedding. Het metrostation werd geopend op 8 maart 1923 en was op dat moment het noordelijke eindpunt van de Nord-Süd-Bahn, de huidige lijn U6. In 1956 werd de lijn naar het noorden verlengd, waardoor Seestraße geen eindstation meer is. Direct ten noorden van station Seestraße bevindt zich de hoofdwerkplaats van de Berlijnse metro.